# Speckswinkel
Speckswinkel ist der älteste und mit rund 500 Einwohnern der kleinste Stadtteil der Stadt Neustadt (Hessen) im mittelhessischen Landkreis Marburg-Biedenkopf.

## Geschichte
Erstmalige urkundliche Erwähnung findet der Ort im Jahr 1223 in Aufzeichnungen des Klosters Haina. Unweit der alten Heerstraße nach Fritzlar und der späteren Straße Frankfurt–Kassel gelegen, war Speckswinkel als bedeutendste ziegenhainische, ab 1450 hessische, Zollstätte vermutlich mit Wall und Graben umgeben.

### Eingemeindung
Am 1. Januar 1974 wurde die bis dahin selbständige Gemeinde im Zuge der Gebietsreform in Hessen kraft Landesgesetz in die Kleinstadt Neustadt eingegliedert.

### Bevölkerung

#### Einwohnerentwicklung
Quelle: Historisches Ortslexikon
| • 1502: | 4 Männer                                                                                |
| • 1577: | 38 Hausgesesse                                                                          |
| • 1629: | 6 ½ Dienste, 6 Einläuftige                                                              |
| • 1747: | 54 Haushalte                                                                            |
| • 1838: | Familien: 47 nutzungsberechtigte, 10 nicht nutzungsberechtigte Ortsbürger, 13 Beisassen |

| Speckswinkel: Einwohnerzahlen von 1771 bis 2018 | Speckswinkel: Einwohnerzahlen von 1771 bis 2018 | Speckswinkel: Einwohnerzahlen von 1771 bis 2018 | Speckswinkel: Einwohnerzahlen von 1771 bis 2018 | Speckswinkel: Einwohnerzahlen von 1771 bis 2018 |
| --- | ----------------------------------------------- | ----------------------------------------------- | ----------------------------------------------- | ----------------------------------------------- |
| Jahr |                                                 |                                                 |                                                 | Einwohner                                       |
| 1771 | 1771                                            |                                                 | 310                                             | 310                                             |
| 1834 | 1834                                            |                                                 | 425                                             | 425                                             |
| 1840 | 1840                                            |                                                 | 418                                             | 418                                             |
| 1846 | 1846                                            |                                                 | 420                                             | 420                                             |
| 1852 | 1852                                            |                                                 | 395                                             | 395                                             |
| 1858 | 1858                                            |                                                 | 419                                             | 419                                             |
| 1864 | 1864                                            |                                                 | 425                                             | 425                                             |
| 1871 | 1871                                            |                                                 | 415                                             | 415                                             |
| 1875 | 1875                                            |                                                 | 419                                             | 419                                             |
| 1885 | 1885                                            |                                                 | 370                                             | 370                                             |
| 1895 | 1895                                            |                                                 | 375                                             | 375                                             |
| 1905 | 1905                                            |                                                 | 425                                             | 425                                             |
| 1910 | 1910                                            |                                                 | 409                                             | 409                                             |
| 1925 | 1925                                            |                                                 | 401                                             | 401                                             |
| 1939 | 1939                                            |                                                 | 442                                             | 442                                             |
| 1946 | 1946                                            |                                                 | 615                                             | 615                                             |
| 1950 | 1950                                            |                                                 | 568                                             | 568                                             |
| 1956 | 1956                                            |                                                 | 502                                             | 502                                             |
| 1961 | 1961                                            |                                                 | 490                                             | 490                                             |
| 1967 | 1967                                            |                                                 | 484                                             | 484                                             |
| 2006 | 2006                                            |                                                 | 550                                             | 550                                             |
| 2012 | 2012                                            |                                                 | 535                                             | 535                                             |
| 2018 | 2018                                            |                                                 | 520                                             | 520                                             |
| Datenquelle: Historisches Gemeindeverzeichnis für Hessen: Die Bevölkerung der Gemeinden 1834 bis 1967. Wiesbaden: Hessisches Statistisches Landesamt, 1968. Weitere Quellen: ; Stadt Neustadt(Hessen) |                                                 |                                                 |                                                 |                                                 |

#### Religionszugehörigkeit
Quelle: Historisches Ortslexikon
| • 1861: | 230 evangelisch-lutherische, 139 evangelisch-reformierte, 17 römisch-katholische, 6 jüdische, 12 anderes christliche-konfessionelle Einwohner. |
| • 1885: | 363 evangelische (= 98,11 %), 7 katholische (= 1,89 %) Einwohner                                                                               |
| • 1961: | 447 evangelische (= 91,22 %), 35 katholische (= 7,14 %) Einwohner                                                                              |

#### Erwerbstätigkeit
Quelle: Historisches Ortslexikon
| • 1771: | Erwerbspersonen: 3 Schmiede, 3 Wagner, 3 Schneider, 9 Leineweber, 2 Wirte, 1 Müller.                                                |
| • 1838: | Familien: 44 Ackerbau, 10 Gewerbe, 16 Tagelöhner.                                                                                   |
| • 1961: | Erwerbspersonen: 154 Land- und Forstwirtschaft, 87 Produzierendes Gewerbe, 8 Handel und Verkehr, 24 Dienstleistungen und Sonstiges. |

## Politik
Ortsvorsteher ist Martin Naumann.

## Kirche und Vereine

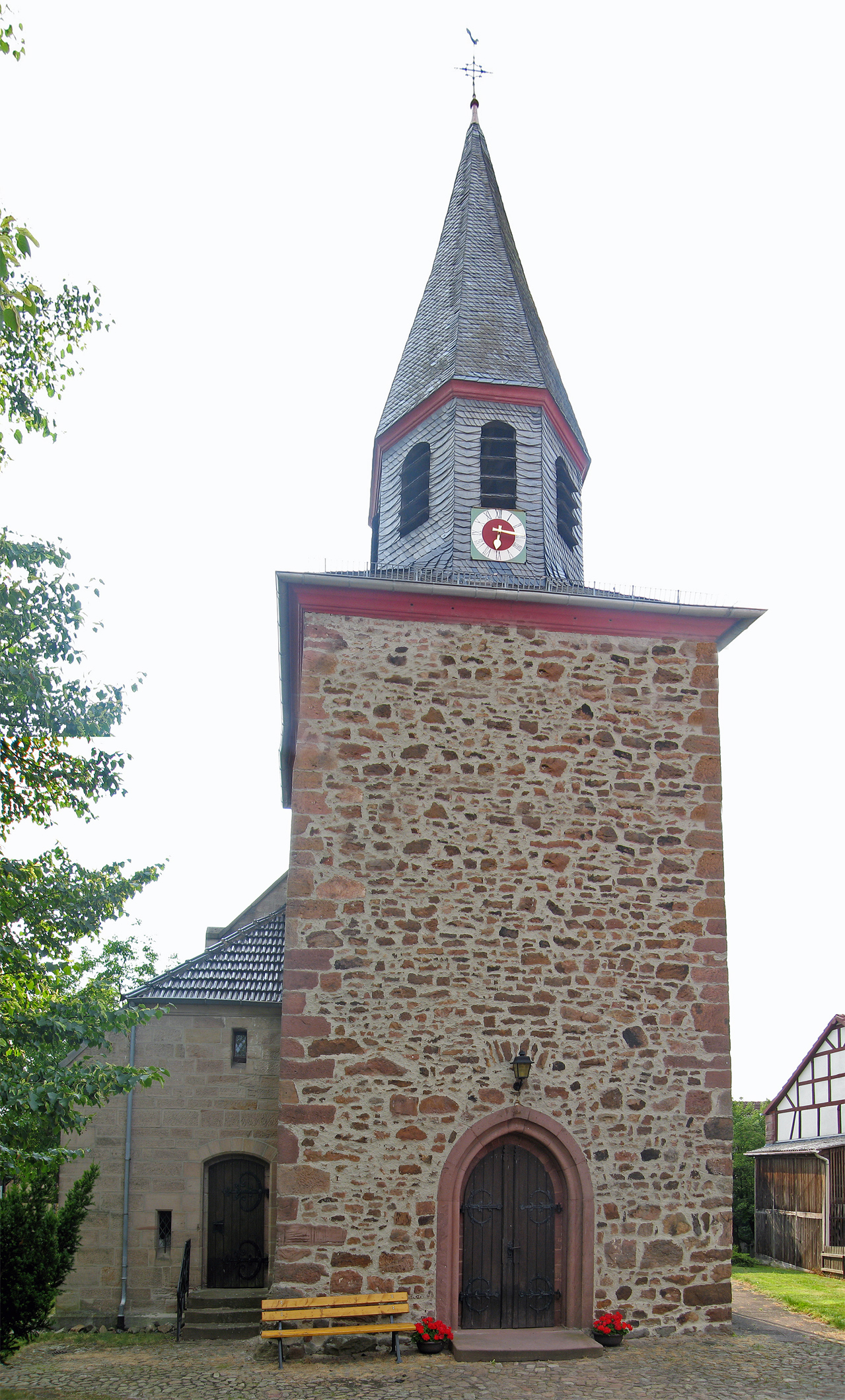
Die evangelische Kirche im Ort

Speckswinkel ist die Muttergemeinde des evangelischen Kirchspiels Speckswinkel-Erksdorf. Pfarrer ist Michael Fenner.
Der Ort hat ein reges Vereinsleben. Die größten Vereine sind der Turn- und Sportverein (TSV), die Trachten- und Volkstanzgruppe (TVG), die Freiwillige Feuerwehr, der Gemischte Chor und die Burschenschaft. Außerdem gibt es einen Verschönerungsverein. Der Arbeitskreis Heimatkalender gibt jedes Jahr zum ersten Advent den Heimatkalender, ein Heft zur aktuellen und vergangenen Geschichte Speckswinkels, heraus. Vorsitzende des Arbeitskreises ist die langjährige Ortsvorsteherin Anita Ochs (SPD), sein Begründer der letzte Bürgermeister der selbstständigen Gemeinde Speckswinkel, Heinrich Naumann.

## Sehenswürdigkeiten
Eine besondere Sehenswürdigkeit ist die evangelische Kirche mit querrechteckigem fensterlosem romanischem Chorturm.

## Wirtschaft und Infrastruktur

### Wirtschaftsstruktur
Eine Besonderheit ist die Produktionsstätte der Kelterei Matsch & Brei, die in einem großzügigen Bauernhof untergebracht ist. Im Jahr 1977 begann die Apfelweinherstellung mit geliehenen Produktionsmitteln. Drei Jahre später bauten fünf Freundinnen im eigenen Bauernhof eine Kelterei ein. Die Ernte wird jährlich durch das Kelterei-Fest „begossen“, bei dem sich Jung und Alt im Bauernhof der Kelterei zum munteren Beisammensein trifft.
In Speckswinkel gibt es seit 2013 kein Lebensmittelgeschäft mehr. Es sind ein landwirtschaftlicher Lohnunternehmer und ein Elektriker angesiedelt, bis 2004 auch ein Computerbetrieb. Eine der ehemals zwei Gaststätten schloss zu Beginn der 2000er Jahre. Die andere besteht weiter.
Die wichtigsten Arbeitgeber der Speckswinkeler, der Süßwarenhersteller Ferrero und die Eisengießerei Fritz Winter, finden sich im sieben Kilometer entfernten Stadtallendorf. Die traditionell starke Bindung Speckswinkels an die Stadt Neustadt äußerte sich mit der Eingliederung der selbstständigen Gemeinde in die Stadt Neustadt im Zuge der Kommunalreform 1974. Diese Verbindung wird mit Blick auf die finanzielle Stärke der Stadt Stadtallendorf allerdings oft bedauert. Die Bedeutung von Neustadt als Versorgungs- und Arbeitsort wird außerdem durch Stadtallendorf, Schwalmstadt, Kirchhain und Marburg gemindert.
Unweit von Speckswinkel ist auf dem Krückeberg seit 2002 ein Windpark mit bislang 16 Windkrafträdern erbaut worden. Der Krückeberg (345 m) gilt im Regionalplan Mittelhessen als Vorranggebiet für die Aufstellung von Windkraftanlagen. Weitere Windräder sollen nach dem Bau der A 49 entstehen. Betreiber von drei der Anlagen ist die HessenEnergie, eine Tochterfirma der Oberhessischen Versorgungsbetriebe. Weitere Anlagen werden von einem privaten Investor aus dem Neustädter Ortsteil Mengsberg betrieben.

### Verkehr
Speckswinkel wird von zwei Straßen durchzogen: der Kreisstraße 15 (Langenstein-Kreisgrenze bei Momberg) und der Landesstraße 3071 (Neustadt-Ernsthausen). Sie verlaufen seit dem Bau der Teilortsumgehung Anfang der 1990er Jahre nicht mehr durch den alten Ortskern und an der Kirche vorbei, sondern durch Linden- und Birkenstraße. Dadurch wird der Ort allerdings in den kleineren alten Teil und den etwas größeren Neubauteil geteilt.
Über die Landesstraße 3071 ist Speckswinkel seit März 2025 an die Bundesautobahn 49 angeschlossen.
Speckswinkel liegt im Verbreitungsgebiet der Oberhessischen Presse (Verlag Hitzerod Druck + Medien, Marburg). Außerdem erscheinen das von der Stadtverwaltung herausgegebene Mitteilungsblatt ohne redaktionellen Hintergrund und diverse Anzeigenblätter.

## Persönlichkeiten
- Philipp Dietz (1834–1910), Pädagoge und Abgeordneter des Provinziallandtages der Provinz Hessen-Nassau
- Friedrich Happich (1883–1951), evangelischer Pfarrer, Direktor in Hephata und Vorsitzender des Landeskirchenausschusses und erster Präses der Evangelischen Kirche von Kurhessen-Waldeck